# Jean-Bosco Barayagwiza
Jean-Bosco Barayagwiza, född 1950 i Gisenyi i nuvarande Rwanda, död 25 april 2010 i Cotonou, Benin. Var en av ledarna för det hutunationalistiska partiet Koalitionen till republikens försvar (CDR) som via Impuzamugambimilisen aktivt deltog i planerandet och genomförandet av folkmordet i Rwanda 1994. Barayagwiza satt även i ledningen för den ökända radiostationen RTLM, som spelade en aktiv roll i folkmordet. 
2003 dömdes Barayagwiza av Internationella brottmålsdomstolen i Haag till livstids fängelse för brott mot mänskligheten för hans delaktighet i folkmordet. Hans straff reducerades senare till 32 års fängelse på grund av vissa felaktigheter under rättsprocessen. Han avtjänade sitt straff i i Cotonou i Benin fram till sin död 2010.